# Cryptobium curtipenne
Cryptobium curtipenne är en skalbaggsart som beskrevs av Max Bernhauer och Schubert 1912. Cryptobium curtipenne ingår i släktet Cryptobium och familjen kortvingar. Inga underarter finns listade i Catalogue of Life.